# Kuno von Minden
Kuno († 7. März 1266) war von 1261 bis zu seinem Tod am 7. März 1266 Bischof von Minden.

## Herkunft
Kunos Abstammung ist nicht gesichert. Gemutmaßt wird, dass er entweder ein Herr von Diepholz oder ein Adliger aus der Familie von Weyhe gewesen ist, die bei Weyhe in der Herrschaft Hoya begütert waren. Teils wird statt Kuno, Cuno oder auch die Langform Konrad verwendet. In der Bischofschronik zu Minden wird der Name Konrad jedoch nicht verwendet, so dass auf Bischof Konrad I. (1209–1236) 1293 Konrad II. folgt. Wäre er ein Mitglied aus dem Haus von Diepholz, so reiht er sich ein in eine Reihe von Mitgliedern seiner Familie, die auf den Bischofsstühlen Minden, Osnabrück und Utrecht thronten (siehe Liste der Bischöfe aus dem Haus Diepholz). Teils wird sogar vermutet, dass Kunos Bruder der Mindener Bischof Wilhelm (Bischof von 1236–1242) war. Dies würde folglich bedeuten, dass auch Johann (Bischof in Minden von 1242–1253) Bruder von Kuno war. Vater der Brüder wäre dann mutmaßlich Gottschalk III. von Diepholz.

## Bischof in Minden
Kuno wurde 1261 Bischof in Minden. Im Jahr 1261 verlieh Kuno Wunstorf das Mindener Stadtrecht. Kuno musste die unter Wedekind I. erworbenen Ansprüche auf Hameln und dessen Stift im Konflikt Albrecht I. (Braunschweig) für das Hochstift Minden aufgeben. Er konnte jedoch die kirchliche Hoheit über Hameln erhalten. In Minden ließ er die Martinikirche wiederaufbauen, die nach Bränden zerstört wurde. Der älteste Bauabschnitt der Kirche stammt heute aus seiner Zeit.